# Orazio Gavioli
Orazio Gavioli (1871 - 1944) fue un botánico, y profesor italiano. Además de ser director de un hospital y un cirujano famoso, contribuyó al conocimiento de la flora de la región anteriormente llamada Lucania.

## Algunas publicaciones
- 1934. Ricerche sulla distribuzione altimetrica della vegetazione in Italia. Limiti altimetrici delle formazioni vegetali in alcuni gruppi dell'Appennino lucano. Nuovo Gior. Bot. Ital. XII ( 3)

- 1932. Note sulla flora lucana. Primo contributo allo studio della flora del Volturino. Nuovo Giornale Botanico Italiano XXXIX (3 ): 513-522

- 1930. El citrato de sodio en la práctica, quirúrgica. Anticoagulante hemostático. II PoHclinico

### Libros
- 1937. Limiti altimetrici delle formazioni vegetali nel gruppo del pollino (Appennino Calabro-Lucano): con una cartina fuori testo. Ricerche sulle variazioni storiche del clima italiano 5. Editor Comitato Nazionale per la Geografia, 73 pp.

- 1947. Synopsis florae lucanae. 274 pp.

### Eponimia
- Una calle en Potenza

- La abreviatura «Gavioli» se emplea para indicar a Orazio Gavioli como autoridad en la descripción y clasificación científica de los vegetales.[2]